# Janusz Trzepizur
Janusz Roman Trzepizur (* 21. května 1959, Namysłów) je bývalý polský atlet, který se specializoval na skok do výšky.
V roce 1979 se stal v Třinci vítězem halového mítinku Beskydská laťka. O rok později reprezentoval na letních olympijských hrách v Moskvě, kde ve finále skočil 218 cm a obsadil celkové dvanácté místo. Největší úspěchy ve své kariéře zaznamenal v roce 1982, kdy získal stříbrnou medaili na halovém ME v Miláně a stříbro na mistrovství Evropy v Athénách. Na obou šampionátech shodně prohrál jen se západoněmeckým výškařem Dietmarem Mögenburgem.